# کاری ویرتانن
کاری ویرتانن (فنلاندی: Kari Virtanen؛ زادهٔ ۱۵ سپتامبر ۱۹۵۸) بازیکن سابق و مربی اهل فنلاند است.
از باشگاه‌هایی که در آن بازی کرده‌است می‌توان به باشگاه فوتبال رووانیمی پالوسئورا اشاره کرد.
وی همچنین در تیم‌های ملی فوتبال زیر ۲۱ سال فنلاند و فنلاند بازی کرده‌است.